# اسکار بروکمایر
اسکار بروکمایر (انگلیسی: Oscar Brockmeyer؛ ۱۳ نوامبر ۱۸۸۳ – ۱۰ ژانویهٔ ۱۹۵۴) بازیکن فوتبال اهل ایالات متحده آمریکا بود.
وی در بازی‌های المپیک تابستانی ۱۹۰۴ به مدال نقره دست پیدا کرده‌است.